# Feira de Santana (gemeente)
Feira de Santana is een stad in de Braziliaanse staat Bahia. De stad ligt op ongeveer 107 km ten noordwesten van Salvador, de hoofdstad van Bahia. Qua inwonertal (meer dan 590.000) is Feira de Santana de 34e stad van Brazilië. 
Er is een behoorlijk grote verwerkingsindustrie van agrarische producten, zoals tabak, bonen, cassave en mais. Tevens is er een grote bandenfabriek, die voor veel werkgelegenheid zorgt. 
Er is ook een universiteit, de Staatsuniversiteit van Feira de Santana.
Bij de stad stroomt de rivier de Jacuípe.

## Aangrenzende gemeenten
De gemeente grenst aan Anguera, Antônio Cardoso, Candeal, Conceição do Jacuípe, Coração de Maria, Ipecaetá, Riachão do Jacuípe, Santa Bárbara, Santanópolis, Santo Amaro, São Gonçalo dos Campos, Serra Preta en Tanquinho.

## Verkeer en vervoer
De plaats ligt op ongeveer 10 kilometer van de noord-zuidlopende weg BR-101 tussen Touros en São José do Norte. Daarnaast ligt ze aan de wegen BR-116, BR-324, BA-502 en BA-503.

## Geboren
- Anderson Souza Conceição, "Talisca" (1994), voetballer